# Oswaldo Sampaio
Oswaldo Sampaio (São Paulo, 1912 — São Paulo, 13 de janeiro de 1996) foi um editor de livros, cenógrafo, ator, roteirista, produtor e diretor de cinema brasileiro.

## Biografia
Sampaio iniciou sua carreira no teatro, como cenógrafo, na década de 1930, função na qual foi trabalhar em 1936 para a companhia do ator Procópio Ferreira, ali ainda laborando como contrarregra e na direção de cena.
Convidado por Monteiro Lobato, na década de 1940, dirige a livraria do escritor e funda sua própria editora, a Flama; neste período não abandona o teatro, realizando alguns trabalhos também nesta área.
Na década de 1950 é contratado pela Companhia Cinematográfica Vera Cruz, convidado por Alberto Cavalcanti, ali atuando nos departamentos técnicos (filmagem, montagem, edição de som) até participar como roteirista da obra de 1952, "Tico-Tico no Fubá", onde atuou ainda como assistente do diretor Adolfo Celi.
Com o fechamento da Vera Cruz em 1954, e o favorecimento do mercado às produções hollywoodianas, Sampaio realizou algumas produções independentes e artesanais, com a busca de uma estética alternativa, que foram as que marcaram o cinema brasileiro durante um quarto de século em que a arte filmográfica era realizada à margem de grandes estúdios.
Foi casado com Vera Sampaio.

## Filmografia
- Tico-tico no Fubá (1952) — roteiro e assistência de direção.[1]
- Sinhá Moça (1953) — direção (junto a Tom Payne), roteiro e personagem.
- A Estrada (1956) — direção
- Pintando o Sete (1959) — roteiro
- O Preço da Vitória (1959) — direção, roteiro e produção
- Somos Dois —
- A Marcha (1972) — direção, roteiro e produção.